# Levi-L.-Conant-Preis
Der Levi-L.-Conant-Preis ist ein Mathematik-Preis der American Mathematical Society, der seit 2000 verliehen wird für herausragende erklärende mathematische Arbeiten in den Zeitschriften der Gesellschaft Notices of the American Mathematical Society und Bulletin of the American Mathematical Society. Er ist mit 1000 Dollar dotiert und wird jährlich vergeben.
Er ist nach Levi L. Conant (1857–1916) benannt, einem Professor am Worcester Polytechnic Institute, bekannt als Verfasser des Mathematik-anthropologischen Buches „The number concept“ (1896). Er hinterließ der AMS 10.000 Dollar, die diese für die Stiftung des nach ihm benannten Preises nutzte.

## Preisträger
- 2001: Carl Pomerance für A Tale of Two Sieves. Notices of the AMS Bd. 43, Nr. 12, 1996, S. 1473–1485
- 2002: Elliott Lieb und Jakob Yngvason für A Guide to Entropy and the Second Law of Thermodynamics. Notices of the AMS, Bd. 45, 1998, Nr. 5, S. 571–581.
- 2003: Nicholas Katz, Peter Sarnak für Zeroes of zeta functions and symmetry. Bulletin of the AMS, Bd. 36, 1999, S. 1–26
- 2004: Noam Elkies für Lattices, Linear Codes, and Invariants. Notices of the AMS, Bd. 47, 2000, Teil 1: Nr. 10, S. 1238–45; Teil 2: Nr. 11, S. 1382–91.
- 2005: Allen Knutson,  Terence Tao für Honeycombs and Sums of Hermitian Matrices. Notices of the AMS, Bd. 48, 2001, S. 175–186
- 2006: Ronald Solomon für A Brief History of the Classification of the Finite Simple Groups. Bulletin of the AMS, Bd. 38, 2001, Nr. 3, S. 315–352.
- 2007: Jeffrey Weeks für The Poincare Dodecahedral Space and the Mystery of the Missing Fluctuations. Notices of the AMS, Bd. 51, 2004, Nr. 6, S. 610–619.
- 2008: J. Brian Conrey für The Riemann Hypothesis. Notices of the AMS, Bd. 50, 2003, Nr. 3, S. 341–353; und Shlomo Hoory, Nathan Linial, Avi Wigderson für Expander graphs and their applications. Bulletin of the AMS, Bd. 43, 2006, Nr. 4, S. 439–561.
- 2009: John Morgan für Recent Progress on the Poincaré Conjecture and the Classification of 3-Manifolds. Bulletin of the AMS, Bd. 42, 2005, S. 57–78.
- 2010: Bryna Kra für The Green-Tao Theorem on arithmetic progressions in the primes: an ergodic point of view. Bulletin AMS, Bd. 43, 2006, S. 3–23
- 2011: David Vogan für The Character Table for E8, Notices of the AMS, Bd. 54, 2007, S. 1122–1134
- 2012: Persi Diaconis für The Markov chain Monte Carlo revolution, Bulletin AMS, Bd. 46, 2009, S. 179–205
- 2013: John Baez und John Huerta für The algebra of grand unified theories, Bulletin AMS, Bd. 47, 2010 S. 483–552
- 2014: Alex Kontorovich für From Apollonius to Zaremba: Local-global phenomena in thin orbits, Bulletin AMS, Bd. 50, 2013, S. 187–228
- 2015: Jeffrey Lagarias und Chuanming Zong für Mysteries in Packing Regular Tetrahedra, Notices of the AMS, Band 59, 2012, S. 1540–1549
- 2016: Daniel Rothman für Earth's Carbon Cycle: A Mathematical Perspective, Bulletin of the AMS, Band 52, 2015, S. 86–102
- 2017: David Harold Bailey, Jonathan Borwein, Andrew Mattingly und Glenn Wightwick für The Computation of Previously Inaccessible Digits of π2 and Catalan's Constant, Notices of the AMS, August 2013
- 2018: Henry Cohn für seinen Artikel A Conceptual Breakthrough in Sphere Packing, Notices of the AMS, Februar 2017
- 2019: Alex Wright für seinen Artikel From rational billiards to dynamics on moduli spaces, Bulletin of the American Mathematical Society, Band Vol. 53, S. 41–56
- 2020: Amie Wilkinson für ihren Artikel What are Lyapunov exponents, and why are they interesting? Bulletin of the American Mathematical Society, Band 54, S. 79–105
- 2021: Dan Margalit für seinen Artikel The Mathematics of Joan Birman, Notices of the AMS, 66 (2019), 341–353.
- 2022: Andrej Bauer für seinen Artikel Five Stage of Accepting Constructive Mathematics, Bulletin of the AMS, 54 (2017), 481–498.
- 2023: Joshua Evan Greene für seinen Artikel Heegaard Floer homology, Notices of the American Mathematical Society, 68 (2021), No. 1, pp. 19–33.
- 2024: Jennifer Hom für ihren Artikel Getting a handle on the Conway knot, Bulletin of the American Mathematical Society, 59 (2021), 19–29.
- 2025: Jinyoung Park für ihren Artikel Threshold Phenomena for Random Discrete Structures, Notices of the American Mathematical Society, 70 (2023), no. 10, 1615-1625.